# Gerhard Gleirscher
Gerhard Gleirscher (Innsbruck, 14 dicembre 1969) è un ex slittinista austriaco.
È il padre di David e di Nico, a loro volta slittinisti di livello internazionale.

## Biografia
Iniziò a gareggiare per la nazionale austriaca nelle varie categorie giovanili sia nella specialità del singolo sia in quella del doppio, senza però ottenere risultati di particolare rilievo.
A livello assoluto esordì in Coppa del Mondo nella stagione 1989/90, gareggiando nel doppio in coppia con Markus Schmidt, ma dopo i Giochi di Albertville 1992 abbandonò la specialità per dedicarsi esclusivamente alle prove individuali. Conquistò il primo podio il 22 novembre 1992 nel singolo ad Igls (3°) e la sua unica vittoria il 6 dicembre 1997 sempre nel singolo e sempre ad Igls. In classifica generale, come miglior risultato, si piazzò al terzo posto nella specialità monoposto nel 1997/98, mentre nel doppio finì sesto nel 1990/91.
Prese parte a tre edizioni dei Giochi olimpici invernali, concludendo le gare in tutte e tre le occasioni in settima posizione: ad Albertville 1992 nel doppio ed a Lillehammer 1994 e Nagano 1998 nel singolo.
Prese parte altresì a sette edizioni dei campionati mondiali, aggiudicandosi tre medaglie: una d'oro ed una d'argento nelle gare a squadre, rispettivamente ad Igls 1997 ed a Winterberg 1991, ed una di bronzo nel singolo nella stessa rassegna casalinga del 1997; nel doppio invece il suo miglior risultato fu il nono posto raggiunto nell'edizione del 1991. Nelle rassegne continentali conquistò una medaglia d'argento nella gara a squadre a Winterberg 1992; in quella medesima occasione colse la quarta piazza nella prova biposto, mentre nelle gare individuali le sue più importanti prestazioni furono le settime posizioni ottenute a Sigulda 1996 e ad Oberhof 1998.
Si ritirò dalle competizioni al termine della stagione 1999/00, dopo aver partecipato ai mondiali di Sankt Moritz in cui si piazzò decimo nel singolo.

## Palmarès

### Mondiali
- 3 medaglie:
  - 1 oro (gara a squadre ad Igls 1997);
  - 1 argento (gara a squadre a Winterberg 1991);
  - 1 bronzo (singolo ad Igls 1997).

### Europei
- 1 medaglia:
  - 1 argento (gara a squadre a Winterberg 1992).

### Coppa del Mondo
- Miglior piazzamento in classifica generale nel singolo: 3° nel 1997/98.
- Miglior piazzamento in classifica generale nel doppio: 6° nel 1990/91.
- 9 podi (tutti nel singolo):
  - 1 vittoria;
  - 8 terzi posti.

#### Coppa del Mondo - vittorie
| Data            | Luogo | Paese   | Disciplina |
| --------------- | ----- | ------- | ---------- |
| 6 dicembre 1997 | Igls  | Austria | Singolo    |